# Немегтозавр
Немегтозавр, или нэмэгтозавр (лат. Nemegtosaurus, от геологической формации Нэмэгэт, англ. Nemegt и др.-греч. σαῦρος — ящер) — род растительноядных завроподных динозавров из семейства нэмэгтозаврид, обитавших в конце мелового периода (83,6—66,0 млн лет назад) на территории современной Монголии и Китая. Типовой вид Nemegtosaurus mongoliensis известен по хорошо сохранившемуся черепу.

## Описание
Новый род завропод, Nemegtosaurus, описал в 1971 году польский палеонтолог Александр Новинский по единственному экземпляру (Z. PAL MgD-I/9), представленному практически полным черепом (исключавшим только часть кости в районе ноздрей и нёба) и столь же хорошо сохранившейся нижней челюстью. В целом череп немегтозавра обладает чертами, характерными для диплодокоидов: вытянутая морда, характерное расположение квадратной кости и зубы в форме зубила (формула 4:8/13), размещающиеся только в передней, клювообразной части морды. Отличия от других диплодоков включают удлинённые слёзную и зубную кости. Череп отличается от черепов других завропод, включая Quaesitosaurus, которого ныне тоже относят к нэмэгтозавридам, также наличием отростка в задней части чешуйчатой кости и углублённым каналом вокруг предглазничного окна. Ещё ряд черт, связанных с расположением дополнительных окон в черепе, невозможно проследить по имеющимся в наличии останкам квезитозавров, поэтому неизвестно, были ли они общими для двух родов подсемейства.
В 1977 году китайский палеонтолог Дун Чжимин описал ещё один вид немегтозавров, N. pachi, по отдельному зубу, найденному в верхнемеловых отложениях Синьцзяна. Однако несмотря на сходство характеристик этого зуба с зубами немегтозавра, они также присутствуют у других титанозавров, и вид N. pachi рассматривается другими исследователями как nomen dubium. Возможно, ещё один череп немегтозавра (классификация не окончательная) хранится в Геологическом музее Академии наук Монголии в Улан-Баторе.
Разными исследователями немегтозавр классифицируется как представляющий семейство диплодокоидов нэмэгтозаврид (к которому кроме немегтозавров относят квезитозавров и иногда рапетозавров) или большую группу титанозавров, за которой ещё не закреплён окончательный статус в систематике.